# Frank Lüdecke
Frank Lüdecke (* 11. März 1961 in Berlin-Charlottenburg) ist ein deutscher Kabarettist, Autor, Kolumnist, Regisseur und Schauspieler.

## Leben und Wirken
Zur Abiturfeier 1979 an der Wald-Oberschule hatte Frank Lüdecke die  Kabarett-Gruppe Phrasenmäher  gegründet und während seines Studiums (Germanistik und Geschichte) an der Freien Universität als Studentenkabarett weitergeführt. Fünf Kabarettprogramme später schloss er 1989 sein Studium mit einer Magisterarbeit über Kurt Tucholsky ab. 1991 war Lüdecke dann erstmals mit dieser Kabarett-Gruppe auf Tour.
Von 1990 bis 1992 war er beim Berliner Tagesspiegel als Fernsehkritiker aktiv. Seit 2013 schreibt Lüdecke jeden Montag für den Tagesspiegel eine Glosse über die Fußball-Bundesliga unter besonderer Betrachtung von Hertha BSC. In größeren Abständen erscheinen auch Glossen von ihm im Kicker.
Als Mitglied des Düsseldorfer Kom(m)ödchens schrieb und spielte er 1995 das Programm Faire Verlierer, dem 2003 noch das Stück kopfüber als Autor folgen sollte.
Seine Solokarriere als politischer Kabarettist begann 1997 mit dem Programm Verteidigung der Sittsamkeit, für das er 1999 den Kabarettpreis Salzburger Stier erhielt. Lüdecke gastierte mit seinen Soloprogrammen auch häufig in Dänemark, der Schweiz und in Italien sowie in Berlin in der Distel und im Schlossparktheater. Sein Berliner Hauptspielort für die Soloprogramme ist jedoch das Kabaretttheater Die Wühlmäuse. Auch für seine späteren Soloprogramme wurde er mit mehreren Preisen ausgezeichnet, u. a. 2009 mit dem Deutschen Kabarett-Preis, 2010 mit dem Bayerischen Kabarett-Preis und 2011 mit dem Deutschen Kleinkunstpreis.
Einer größeren Öffentlichkeit wurde er durch zahlreiche Fernsehauftritte bekannt, so erstmals durch seine Zusammenarbeit mit Dieter Hallervorden bei Spott-Light (1994–2003) und Zebralla! (2000–2001). In der von Lüdecke geschriebenen „grotesken Familienserie“ spielte er den Sohn von Dieter Hallervorden.
Frank Lüdecke war darüber hinaus ab 2004 Stammgast in der ARD-Sendung Scheibenwischer. Auch in dem Nachfolgeformat Satire Gipfel bzw. nuhr im Ersten trat er regelmäßig auf. Bei den Mitternachtsspitzen und in Ottis Schlachthof (1995–2012) war er ebenfalls ein häufiger Gast, und ab 2014 hatte er auch wiederholte Auftritte in Die Anstalt.
2009 schrieb Lüdecke für das Berliner Schlossparktheater Zebralla! als Bühnenfassung um. Das Stück wird auch von anderen deutschsprachigen Bühnen gespielt.
Von 2006 bis 2008 war er Künstlerischer Leiter des Kabarett-Theaters Die Distel. Zudem hatte er später auch die zwei ersten Programme für das 2017 wieder neu begründete Kabarett-Ensemble Die Wühlmäuse geschrieben (das zweite Programm mit  Sören Sieg) und dabei Regie geführt. Im Sommer 2019 hat er die künstlerische Leitung des Kabaretts Die Stachelschweine übernommen und seine Ehefrau Caroline Lüdecke als Managerin die Geschäftsführung.
Frank Lüdecke lebt seit 1999 mit seiner Frau und vier Kindern in Kleinmachnow unweit des Berliner Bezirkes Steglitz-Zehlendorf.

## Solo-Programme
Angaben dazu auf der Homepage von Frank Lüdecke.
- 1997: Verteidigung der Sittsamkeit.
- 1999: Nullblicker.
- 2002: Bilanz, Premiere im Cafe-Teatret (Kopenhagen).
- 2004: Elite für alle!, Premiere im Cafe-Teatret (Kopenhagen).
- 2008: Verwilderung, Premiere im Cafe-Teatret (Kopenhagen).
- 2011: Die Kunst des Nehmens, Premiere im Cafe-Teatret (Kopenhagen).
- 2014: Schnee von morgen, Premiere im Cafe-Teatret (Kopenhagen).
- 2018: Über die Verhältnisse.
- 2020: Das Falsche muss nicht immer richtig sein!

## Auszeichnungen
Angaben dazu auf der Homepage von Frank Lüdecke.
Kabarett-Gruppe Phrasenmäher
- 1992: St. Ingberter Pfanne
- 1994: Deutscher Kabarettpreis – Förderpreis
- 1994: Mindener Stichling
- 1994: AZ-Stern des Jahres

Solo-Kabarettist
- 1999: Salzburger Stier für Verteidigung der Sittsamkeit
- 2008: Gaul von Niedersachsen für Verwilderung
- 2009: Zeck-Internetpreis – Hauptpreis für Verwilderung
- 2009: Deutscher Kabarett-Preis – Hauptpreis[3]
- 2010: Bayerischer Kabarettpreis – Hauptpreis
- 2011: Deutscher Kleinkunstpreis in der Sparte Kabarett
- 2018: 2. Platz Nordrhein-Westfälischer-Kleinkunstpreis „Bocholter Pepperoni“ für Über die Verhältnisse